# Qezel Oţāq
Qezel Oţāq (persiska: قِزِل اَتَوءارَب, قزل اطاق) är en ort i Iran.   Den ligger i provinsen Golestan, i den norra delen av landet, 400 km nordost om huvudstaden Teheran. Qezel Oţāq ligger 377 meter över havet och antalet invånare är 275.
Terrängen runt Qezel Oţāq är huvudsakligen kuperad. Qezel Oţāq ligger nere i en dal. Runt Qezel Oţāq är det ganska glesbefolkat, med 48 invånare per kvadratkilometer. Närmaste större samhälle är Arjanlī, 18,5 km söder om Qezel Oţāq. Trakten runt Qezel Oţāq består till största delen av jordbruksmark.